# Panagiotis Soutsos
Panagiotis Soutsos (en griego: Παναγιώτης Σοῦτσος; Constantinopla, 1806-25 de octubre de 1868), fue un poeta, novelista y periodista griego del Romanticismo.

## Biografía
Soutsos fue uno de los pioneros del romanticismo en la poesía y la prosa griega, así como un visionario de los Juegos Olímpicos; su poema Dialogue of the Dead (1833) inspiró a Evangelos Zappas a escribirle al rey Otón I de Grecia, ofreciéndose a financiar el renacimiento de los juegos.
Tuvo un hermano llamado Alexandros Soutsos y fue primo del escritor y diplomático Alexandros Rizos Rangavis.